# Chiesa dei Santi Pietro e Paolo (Buonconvento)
La chiesa dei Santi Pietro e Paolo è il principale luogo di culto cattolico di Buonconvento, in provincia di Siena.

## Storia
L'edificio fu probabilmente fondato nel 1103, come attesta una pietra posta sul lato sinistro della facciata. Ricostruito nel XIV secolo, fu completamente ristrutturato nel tra il 1702 e il 1705. La facciata in laterizio ed elementi in travertino è del 1723, mentre il campanile fu interamente rifatto all'inizio del 1800. Negli anni la chiesa si arricchì di numerose opere d'arte, oggi esposte nel vicino museo di arte sacra.

## Descrizione
La facciata presenta uno stile barocco senese. L'interno è interamente intonacato e presenta lo stile eclettico tipico del Settecento.
Dell'arredo originario restano oggi nella chiesa poche opere: una tavola con Madonna in trono col Bambino e due angeli, del 1450 circa, di Matteo di Giovanni, un affresco con l'Incoronazione della Vergine di un ignoto artista senese del primo Quattrocento, un polittico raffigurante la Madonna in trono col Bambino e santi del senese Pietro di Francesco Orioli e due tele seicentesce esposte nell'abside.
Nella chiesa si trova l'organo a canne Agati opus 347, del 1845; a trasmissione meccanica, dispone di 16 registri su unico manuale e pedale ed è collocato a pavimento entro nicchia nella navata laterale sinistra.